# 特尔斯泰尼克
特尔斯泰尼克（發音：[tr̩stěniːk]），是塞爾維亞的一座城市。位於塞爾維亞的中部。據2011年的人口普查，市區人口有15,329人，整個行政區的人口有42,989人。该城市位于西摩拉瓦河河畔。

## 历史
在铁器时代早期和中期，特里巴里部落居住在西摩拉瓦。罗马人在公元1世纪征服了这一地区。罗马遗址包括位于河右岸的卫城，以及位于布杰和唐吉多布里奇的遗址，以及其他尚未开发的遗址。罗马人将酿酒葡萄（普通的葡萄树）引入该地区，至今仍在塞尔维亚的葡萄园中种植，为该市的主要收入之一。

## 外部連結
- Trstenik Official website - municipality of Trstenik （页面存档备份，存于）
- Trstenik photo gallery
- Prva Petoletka Trstenik - Namenska A.D.